# Metastenasellus powelli
Metastenasellus powelli is een pissebed uit de familie Stenasellidae. De wetenschappelijke naam van de soort is voor het eerst geldig gepubliceerd in 1979 door Magniez.